# Максим IV Константинопольський
Максим IV (так званий Манасій) — Вселенський патріарх у 1491–1497 рр..

## Біографічні дані
Він був монахом Ватопедського монастиря на горі Афон на ім'я Манасій. Згодом був ігуменом монастиря, коли його було обрано в 1486 році, під час патріархату Симеона, митрополитом Серреса. Він був обраний Вселенським Патріархом на початку 1491 року і змінив своє ім'я на Максим.
Як патріарх він захищав права православних, які проживали на території Венеційської республіки. Під час свого патріарства він зіткнувся з реакцією своєї пастви, він був втягнутий у конфлікт із святим монахом Гавриїлом і, зрештою, був змушений піти у відставку в 1497 році. Однак після своєї відставки він продовжував брати активну участь у церковних справах, навіть змовившись проти наступника Ніфона II, за часів патріархату якого він був змушений знову піти у Ватопедський монастир, де й помер у 1502 році. Його останки були перенесені в Сустаса, Вуковіна, де був побудований храм в його ім'я.